# Liste der Abgeordneten zum Oberösterreichischen Landtag (XXIX. Gesetzgebungsperiode)
- SPÖ: 11
- GRÜNE: 7
- NEOS: 2
- ÖVP: 22
- FPÖ: 11
- MFG: 3

Diese Liste der Abgeordneten zum Oberösterreichischen Landtag (XXIX. Gesetzgebungsperiode) listet die Abgeordneten zum Oberösterreichischen Landtag in der XXIX. Gesetzgebungsperiode (ab 2021) auf.

## Geschichte
Nach der Landtagswahl in Oberösterreich 2021 am 26. September entfielen von den 56 Mandaten 22 auf die Oberösterreichische Volkspartei (ÖVP, ein plus von einem Mandat gegenüber der Landtagswahl 2015), jeweils elf auf die Freiheitliche Partei Österreichs (FPÖ, minus sieben Mandate) sowie die SPÖ Oberösterreich (SPÖ, keine Änderung der Sitze) und sieben auf Die Grünen Oberösterreich (GRÜNE, plus ein Mandat). Erstmals schafften MFG – Österreich Menschen – Freiheit – Grundrechte (MFG) mit drei Mandaten und NEOS Oberösterreich mit zwei Mandaten den Einzug in den Landtag.
Die Gesetzgebungsperiode begann mit der konstituierenden Sitzung am 23. Oktober 2021. Die konstituierende Sitzung wählte nach der Angelobung der Landtagsmitglieder die Landesregierung Stelzer II. Die SPÖ stellte in der Sitzung einen Antrag auf Einrechnungsbeschluss, wonach der Landeshauptmann in die insgesamt neun Regierungssitze miteinzubeziehen sei. Dieser fand allerdings nicht die notwendige Mehrheit, weshalb die ÖVP mit dem Landeshauptmann und vier Landesräten über die absolute Mehrheit in der Landesregierung verfügt. Wäre der Antrag angenommen worden, hätte die SPÖ einen zweiten Regierungssitz erhalten.
SPÖ (fünf Frauen bei elf Abgeordneten), Grüne (vier Frauen bei sieben Abgeordneten) und NEOS (je eine Mandatarin und ein Mandatar) erfüllten die 40-Prozent-Frauenquote für eine erhöhte Klubförderung. ÖVP (sieben Frauen bei 22 Abgeordneten), FPÖ (zwei Frauen bei elf Abgeordneten) und MFG (eine Frau und drei Abgeordnete) erfüllten die Quote nicht.
Von den 56 Abgeordneten waren 27 erstmals im Landtag vertreten.
Während die konstituierende Sitzung im Linzer Landhaus stattfand, übersiedelten die Abgeordneten davor und danach aufgrund der COVID-19-Pandemie in den Ursulinenhof.

## Funktionen

### Landtagspräsidenten
Erster Landtagspräsident wurde der bisherige Agrarlandesrat Max Hiegelsberger (ÖVP), zweite Landtagspräsidentin Sabine Binder (FPÖ). Der bisherige Erste Landtagspräsident Wolfgang Stanek wurde Abgeordneter. Binder folgte auf Adalbert Cramer.
Als neuer dritter Landtagspräsident wurde vom SPÖ-Landesparteivorstand dem SPÖ-Klub der Gesundheitssprecher im Landtag Peter Binder vorgeschlagen. Er folgte Gerda Weichsler-Hauer nach.

### Klubobleute
SPÖ-Bürgermeister von St. Georgen an der Gusen Erich Wahl verzichtete auf sein Mandat, um so SPÖ-Klubobmann Michael Lindner den Wiedereinzug zu ermöglichen. Nach dem Wechsel von Michael Lindner als Landesrat in der Landesregierung Stelzer II mit 10. November 2022 folgte ihm Sabine Engleitner-Neu als SPÖ-Klubvorsitzende nach, sein Landtagsmandat übernahm Erich Wahl.
Klubobmann der ÖVP im Landtag blieb Christian Dörfel. FPÖ-Klubobmann blieb Herwig Mahr, zu stellvertretenden Klubobmännern wurden der frühere Landesrat Wolfgang Klinger und Peter Handlos gewählt. Bei den Grünen blieb Severin Mayr Klubobmann, bei MFG wurde Manuel Krautgartner Klubobmann, bei NEOS Felix Eypeltauer.
Im Februar 2025 folgte Thomas Dim Herwig Mahr als FPÖ-Klubobmann nach.

### Bundesräte
Vom Oberösterreichischen Landtag wurden zehn Mandatare in den Bundesrat entsendet. Die SPÖ Oberösterreich wurde weiterhin von Dominik Reisinger und Bettina Lancaster im Bundesrat vertreten. Die FPÖ entsandte Günter Pröller und Markus Steinmaurer in den Bundesrat (minus ein Mandat), Thomas Dim wechselte vom Bundesrat in den Landtag. Thomas Schererbauer und Michael Schilchegger schieden aus dem Bundesrat aus.
Die ÖVP entsandte mit Franz Ebner, Johanna Miesenberger, Barbara Tausch, Andrea Holzner und Alexandra Platzer fünf Vertreter (plus ein Mandat), bei den Grünen blieb Claudia Hauschildt-Buschberger Mitglied des Bundesrates. Tausch wechselte vom Landtag in den Bundesrat, Miesenberger und Holzner waren in der vorhergehenden Gesetzgebungsperiode bereits Mitglied des Bundesrats. Judith Ringer und Robert Seeber schieden aus dem Bundesrat aus.
Durch das Wandern eines Bundesratsmandats von der FPÖ zur ÖVP erhielt die türkis-grüne Koalition auch im Bundesrat eine Mehrheit.
Nach dem Wechsel von Andrea Holzner im Dezember 2021 in den Nationalrat übernahm Ferdinand Tiefnig ihr Bundesratsmandat.

### Landtagsabgeordnete
| Name                     | Fraktion | Fraktion | Anmerkung |
| ------------------------ | -------- | -------- | --- |
| Joachim Aigner           |          | MFG      | |
| Reinhard Ammer           |          | GRÜNE    | |
| Margit Angerlehner       |          | ÖVP      | Klubobfrau seit 2024 (Nachfolgerin von Christian Dörfel)                                                            |
| Thomas Antlinger         |          | SPÖ      | |
| Regina Aspalter          |          | ÖVP      | |
| Julia Bammer             |          | NEOS     | |
| Anne-Sophie Bauer        |          | GRÜNE    | |
| Peter Binder             |          | SPÖ      | Dritter Landtagspräsident                                                                                           |
| Sabine Binder            |          | FPÖ      | Zweite Landtagspräsidentin                                                                                          |
| Peter Csar               |          | ÖVP      | bis Ende 2023, Nachrückerin Alexandra Platzer                                                                       |
| Thomas Dim               |          | FPÖ      | Wechsel vom Bundesrat in den Landtag                                                                                |
| Christian Dörfel         |          | ÖVP      | bis 24. Oktober 2024 Wechsel in die Landesregierung Stelzer II Nachrückerin Doris Staudinger                        |
| Georg Ecker              |          | ÖVP      | |
| Dagmar Engl              |          | GRÜNE    | |
| Sabine Engleitner-Neu    |          | SPÖ      | Klubvorsitzende seit 10. November 2022                                                                              |
| Felix Eypeltauer         |          | NEOS     | Klubobmann |
| Michael Fischer          |          | FPÖ      | |
| Anton Froschauer         |          | ÖVP      | |
| Elisabeth Gneißl         |          | ÖVP      | |
| Franz Graf               |          | FPÖ      | |
| Michael Gruber           |          | FPÖ      | |
| Florian Grünberger       |          | ÖVP      | |
| Mario Haas               |          | SPÖ      | |
| Peter Handlos            |          | FPÖ      | stellvertretender Klubobmann                                                                                        |
| Dagmar Häusler           |          | MFG      | |
| Renate Heitz             |          | SPÖ      | |
| Rudolf Hemetsberger      |          | GRÜNE    | |
| Maximilian Hiegelsberger |          | ÖVP      | Erster Landtagspräsident                                                                                            |
| Stefanie Hofmann         |          | FPÖ      | |
| Tobias Höglinger         |          | SPÖ      | |
| Helena Kirchmayr         |          | ÖVP      | |
| Wolfgang Klinger         |          | FPÖ      | stellvertretender Klubobmann                                                                                        |
| Gabriele Knauseder       |          | SPÖ      | |
| Manuel Krautgartner      |          | MFG      | Klubobmann |
| Rudolf Kroiß             |          | FPÖ      | |
| Günther Lengauer         |          | ÖVP      | |
| Michael Lindner          |          | SPÖ      | Klubobmann bis 10. November 2022, Nachrücker Erich Wahl                                                             |
| Christian Mader          |          | ÖVP      | |
| Herwig Mahr              |          | FPÖ      | Klubobmann |
| Elisabeth Manhal         |          | ÖVP      | |
| Doris Margreiter         |          | SPÖ      | |
| Severin Mayr             |          | GRÜNE    | Klubobmann |
| Klaus Mühlbacher         |          | ÖVP      | |
| Josef Naderer            |          | ÖVP      | |
| Michael Nell             |          | ÖVP      | |
| Peter Oberlehner         |          | ÖVP      | |
| Alexandra Platzer        |          | ÖVP      | seit 25. Jänner 2024, Nachrückerin für Peter Csar Rückzug im Dezember 2024 bekanntgegeben, Nachrücker Michael Weber |
| Rudolf Raffelsberger     |          | ÖVP      | |
| Josef Rathgeb            |          | ÖVP      | |
| Hans Karl Schaller       |          | SPÖ      | |
| Gertraud Scheiblberger   |          | ÖVP      | |
| David Schießl            |          | FPÖ      | |
| Ulrike Schwarz           |          | GRÜNE    | |
| Wolfgang Stanek          |          | ÖVP      | |
| Doris Staudinger         |          | ÖVP      | ab 24. Oktober 2024 Nachrückerin für Christian Dörfel                                                               |
| Heidi Strauss            |          | SPÖ      | |
| Ines Vukajlović          |          | GRÜNE    | |
| Erich Wahl               |          | SPÖ      | seit 10. November 2022 Nachrücker für Michael Lindner                                                               |
| Astrid Zehetmair         |          | ÖVP      | |